# مکرانی
مکرانی ، مرو (نام علمی: Maerua crassifolia) نام یک گونه از تیره کبریان است.